# Minaria decussata
Minaria decussata là một loài thực vật có hoa trong họ La bố ma. Loài này được (Mart.) T.U.P. Konno & Rapini mô tả khoa học đầu tiên năm 2006.